# The Great Otis Redding Sings Soul Ballads
| Recensione              | Giudizio        |
| ----------------------- | --------------- |
| AllMusic                | [ 1 ]           |
| Sputnikmusic            | 4.1 (Excellent) |
| Dizionario del Pop-Rock | [ 3 ]           |
| 24.000 dischi           | [ 4 ]           |

The Great Otis Redding Sings Soul Ballads è il secondo album di Otis Redding, pubblicato dalla Volt Records nel marzo del 1965.
Il disco contiene brani usciti anche come singolo ed entrati nelle classifiche Pop e Rhythm & Blues statunitensi :That's How Strong My Love Is (#74 Pop U.S.A. e #18 R&B U.S.A. nel 1964), Chained and Bound (#70 Pop U.S.A. nel 1964), Come to Me (#69 Pop U.S.A. nel 1964), Mr. Pitiful (#41 Pop U.S.A. e #10 R&B U.S.A. nel 1964), mentre l'album si piazzó al #75 posto nelle classifiche U.S.A ed al #30 in UK.

## Tracce
Lato A
1. That's How Strong My Love Is – 2:24 (Roosevelt Jamison) – Registrato il 28 dicembre del 1964 a Memphis (TN)
2. Chained and Bound – 2:25 (Otis Redding) – Registrato il 9 settembre 1964 a Memphis (TN)
3. A Woman, a Lover, a Friend – 3:18 (Sidney J. Wyche) – Registrato il 20 gennaio 1965 a Memphis (TN)
4. Your One and Only Man – 2:48 (Otis Redding) – Registrato il 9 settembre 1964 a Memphis (TN)
5. Nothing Can Change This Love – 2:59 (Sam Cooke) – Registrato il 20 gennaio 1965 a Memphis (TN)
6. It's Too Late – 3:00 (Chuck Willis) – Registrato il 20 gennaio 1965 a Memphis (TN)

Lato B
1. For Your Precious Love – 2:49 (Arthur Brooks, Jerry Butler) – Registrato il 20 gennaio 1965 a Memphis (TN)
2. I Want to Thank You – 2:35 (Otis Redding) – Registrato il 15 aprile 1964 a Memphis (TN)
3. Come to Me – 2:38 (Otis Redding, Phil Walden) – Registrato il 6 febbraio 1964 a Memphis (TN)
4. Home in Your Heart – 2:10 (Otis Blackwell, Winifield Scott) – Registrato il 20 gennaio 1965 a Memphis (TN)
5. Keep Your Arms Around Me – 2:46 (Obie McClinton) – Registrato il 20 gennaio 1965 a Memphis (TN)
6. Mr. Pitiful – 2:26 (Otis Redding, Steve Cropper) – Registrato il 28 dicembre del 1964 a Memphis (TN)

## Formazione
That's How Strong My Love Is, Mr. Pitiful
- Otis Redding - voce
- Booker T. Jones - tastiera, pianoforte, organo
- Steve Cropper - chitarra
- Donald Dunn - basso
- Al Jackson Jr. - batteria
- Sammy Coleman - tromba
- Wayne Jackson - tromba (in sovraincisione nel brano: Mr. Pitiful)
- Charles Packy Axton - sassofono tenore
- Ed Logan - sassofono tenore (in sovraincisione nel brano: Mr. Pitiful)
- Andrew Love - sassofono tenore (in sovraincisione nel brano: Mr. Pitiful)
- Floyd Newman - sassofono baritono
- Jimmy Mitchell - sassofono baritono (in sovraincisione nel brano: Mr. Pitiful)[7]

Chained and Bound, Your One and Only Man
- Otis Redding - voce
- Booker T. Jones - tastiera, pianoforte, organo
- Steve Cropper - chitarra
- Donald Dunn - basso
- Al Jackson Jr. - batteria
- Wayne Jackson - tromba
- Sammy Coleman - tromba
- Charles Packy Axton - sassofono tenore
- Floyd Newman - sassofono baritono[8]

A Woman, a Lover, a Friend, Nothing Can Change This Love, It's Too Late, For Your Precious Love, Home in Your Heart, Keep Your Arms Around Me
- Otis Redding - voce
- Booker T. Jones - tastiera, pianoforte, organo
- Steve Cropper - chitarra
- Donald Dunn - basso
- Al Jackson Jr. - batteria
- Sammy Coleman - tromba
- Charles Packy Axton - sassofono tenore
- Floyd Newman - sassofono baritono[9]

I Want to Thank You
- Otis Redding - voce
- Booker T. Jones - tastiera, pianoforte, organo
- Steve Cropper - chitarra
- Donald Dunn - basso
- Al Jackson Jr. - batteria
- Wayne Jackson - tromba
- Sammy Coleman - tromba
- Charles Packy Axton - sassofono tenore
- Floyd Newman - sassofono baritono[10]

Come to Me
- Otis Redding - voce
- Booker T. Jones - tastiera, pianoforte, organo
- Johnny Jenkins - chitarra
- Donald Dunn - basso
- Al Jackson Jr. - batteria
- Wayne Jackson - tromba
- Charles Packy Axton - sassofono tenore
- Floyd Newman - sassofono baritono[11]

Note aggiuntive
- Jim Stewart - supervisore e produttore
- Loring Eutemey - design copertina album
- Paul Ackerman - note di retrocopertina album[12]